# Gammarus abscisus
Gammarus abscisus is een vlokreeftensoort uit de familie van de Gammaridae. De wetenschappelijke naam van de soort is voor het eerst geldig gepubliceerd in 1973 door G. Karaman.
G. abscisus kan 11,5 mm (man) groot worden en komt voor in bronnen in Anatolië (Turkije).